# Gymnosporangium sabinae
Il Gymnosporangium sabinae (conosciuto anche come Gymnosporangium fuscum) (ruggine della pera, ruggine della pera europea o ruggine del traliccio di pera) è un fungo patogeno delle piante Junipere (alberi e arbusti di ginepro) e ha come ospite secondario gli alberi di pere. È uno dei tanti tipi di funghi della ruggine che colpiscono le piante.

## Ciclo vitale
Come molte malattie della ruggine, G. sabinae richiede due diversi ospiti per completare il suo ciclo di vita di anno in anno. Il ginepro è l'ospite invernale mentre il pero è l'ospite estivo più comune.
Le spore sono prodotte dalle escrescenze fungine a forma di lanterna che sporgono dalle vesciche sul lato inferiore della foglia del pero, che si disperdono poi nell'aria, andando ad infettare i ginepri. Questo fungo sverna con gonfiori (o galle) su ramoscelli infetti e sui rami di piante di ginepro sensibili. In primavera, dopo una pioggia o una rugiada intensa, le galle sul ginepro producono minuscole escrescenze scure simili a dei corni, che vengono poi ricoperte da una massa gelatinosa arancione-marrone chiamata telia. Lo stadio corrispondente alla loro presenza sugli alberi di pero è noto come aecia.
La telia e l'aecia rilasciano spore a riposo o ibernate portate dal vento in grado di infettare rispettivamente le foglie sensibili degli alberi di pero e il ginepro. Le spore prodotte dai rigonfiamenti indotti dai funghi sugli steli di ginepro possono essere infettive fino a 6 km. La malattia provoca una macchia giallo-arancio che diventa poi rosso vivo sulle foglie dei peri. La malattia può essere particolarmente dannosa per l'albero, con conseguente defogliazione e perdita del raccolto se non trattata. 
Il fungo si nutre delle cellule viventi della pianta ospite e non è in grado di sopravvivere su materiale vegetale morto. Deve, quindi, alternarsi con un ospite diverso, o produrre spore a riposo per passare la stagione dormiente.
La ruggine della pera è una malattia regolamentata in diversi paesi.

## Controllo
La potatura di ramoscelli e rami di ginepro infetti durante l'inverno e all'inizio della primavera può aiutare a ridurre la diffusione di G. sabinae. La vulnerabilità del fungo risiede nella sua incapacità, una volta stabilito su un albero, di reinfettarlo. Generalmente, il fungo deve attraversare un l'albero ospite opposto. Per questo motivo il metodo di controllo più diretto è quello di sterminare i ginepri vicino ai peri. Se esiste una possibilità di infezione, un'alternativa valida è irrorare i peri con un fungicida durante la primavera e in estate, anche se spesso non è considerato particolarmente efficace.

## Sinonimi
- Tremella sabinae Dicks. (1785)
- Tremella digitata Hoffm. (1787)
- Aecidium cancellatum Pers. (1792)
- Puccinia juniperi Pers. (1794)
- Tremella clavariiformis ? digitata (Hoffm.) Pers. (1801)
- Roestelia cancellata Rebent. (1804)
- Gymnosporangium fuscum DC. (1805)
- Tremella fusca DC. (1806)
- Podisoma juniperi-sabinae Fr. (1832)